# Chmelnytskyjpalatset
Chmelnytskyjpalatset i Tjyhyryn var Bogdan Chmelnytskyjs residens 1648–1657 då staden var huvudstad i hetmanriket (fram till 1676). Palatset har inte klarat sig till våra dagar, då det sprängdes av ryska trupper i rysk-turkiska kriget (1676–1681), men en nyare rekonstruktion har byggts på platsen och är idag museum.

## Hetmen som residerade i Chmelnytskyjpalatset
- 1648-1657 Bogdan Chmelnytskyj
- 1657      Jurij Chmelnytskyj
- 1657-1659 Ivan Vygovskij
- 1659-1663 Jurij Chmelnytskyj
- 1663-1665 Pavlo Teteria
- 1665-1672 Petro Dorosjenko

## Bilder

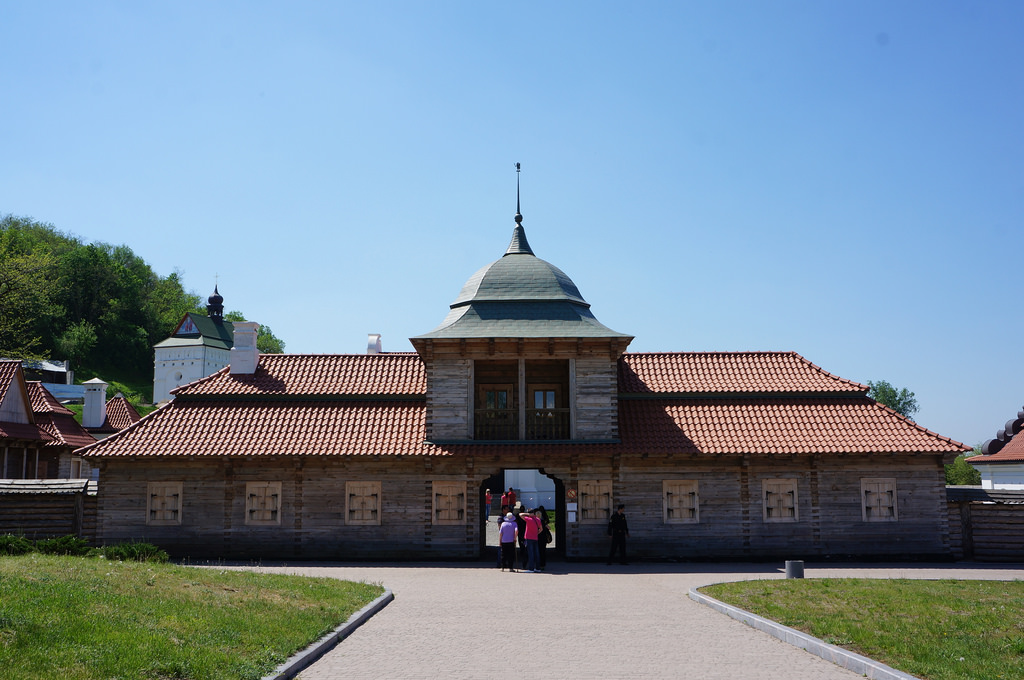
Ingången till det restaurerade Chmelnytskyjpalatset
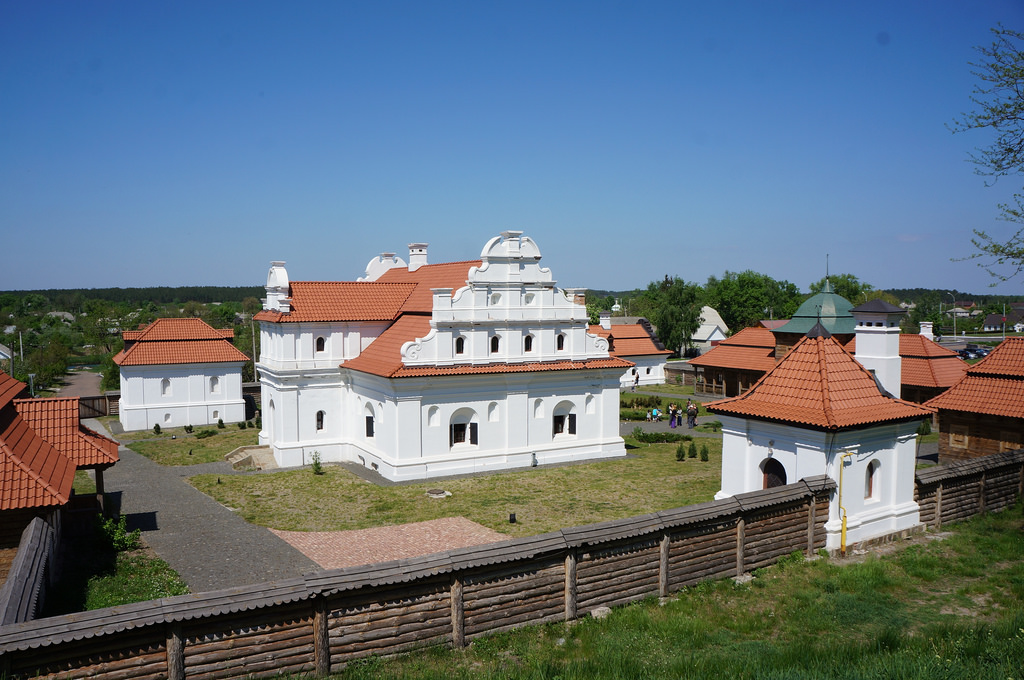
Bogdan Chmelnytskyjs residensbostad